# 巴士拉
巴士拉（al-Baṣrah），為伊拉克巴士拉省省会，位于底格里斯河和幼发拉底河交汇形成的夏台·阿拉伯河西岸，南距波斯湾110公里，是连接波斯湾和内河水系的枢纽，伊拉克第一大港及第二大城。巴士拉建于638年，曾被战火摧毁，经历过多次重建。2014年時，巴士拉城人口1,193,000人。
中国古籍《通典》中称为秋萨罗，《新唐书》称为老勃萨，《太平寰宇记》作勃萨罗，《诸番志》作弼斯罗，《岛夷志略》作波斯离。

## 历史

### 古代
巴士拉最早起源于638年，哈里发欧麦尔的军队在一处被毁的萨珊波斯居民点的位置上建立的一座军营。它的名字在阿拉伯语中意为“监视者”。但也有资料显示，巴士拉的名字可能来源于波斯语Bassorāh，意为“道路交会处”。
639年，欧麦尔在营地的基础上建立了一座城市，下分五区，并任命在639年至642年间征服了胡齐斯坦的阿布·穆萨·阿夏里为首任总督。在第四任哈里发阿里去世后，巴士拉改由倭马亚王朝任命的总督管理，不过几十年间经历了数次叛乱。691年，巴士拉被倭马亚王朝马利克·本·马尔万控制。740年，阿拔斯王朝阿布·阿拔斯征服了巴士拉。871年，城市在津芝叛乱中遭到洗劫。945至1055年间布耶王朝占领了巴格达和伊拉克的大部分。赛尔柱人击败布耶王朝后，巴士拉随之被塞尔柱帝国统治。
在阿拔斯王朝统治期间，巴士拉成为了一个重要的文化中心，阿拉伯学者海桑、文学家贾希兹都居住在这里。

### 中世纪
1122年巴士拉成为了伊马德丁·赞吉的封地。这一时期出生于巴士拉的著名人物中包括拉希德丁·锡南，阿萨辛派首领。
1258年，旭烈兀汗率领的蒙古军队攻占了巴格达，结束了阿拔斯王朝的统治。在这一时期，巴士拉曾向蒙古人投降，因而未被屠城。十四世纪马木路克王朝和蒙古人的地图各自将巴士拉列为其领土。伊儿汗国分裂后，巴士拉属札剌亦儿王朝。1411年被黑羊王朝占领。1534年，巴士拉向奥斯曼帝国投降。1538年，设立了巴士拉省。在17世纪初，巴士拉的人口达到了大约50,000人。

### 近现代

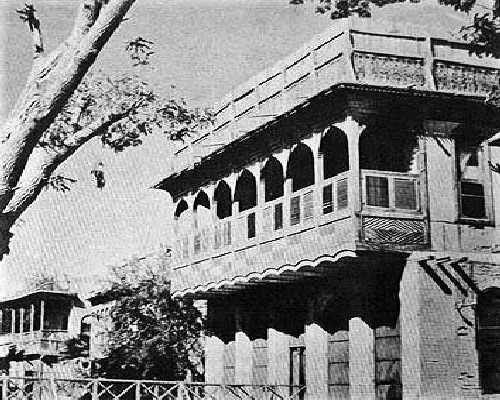
1954年的巴士拉旧城

1775至1779年，桑德王朝短暂地占领了巴士拉。19世纪行政区划改革后，巴士拉被划入巴格达州。在1884年，由于当地什叶派日益增加的压力，奥斯曼帝国将巴格达州南半部划分出来成立了巴士拉州，巴士拉为首府。
第一次世界大战中的1914年，英国与奥斯曼帝国在此作战，战后英国人控制了巴士拉并改进了巴士拉的港口，使之成为了波斯湾最重要的现代化海港之一。
在二战中，巴士拉的海港也发挥了重要的作用，是盟军向苏联运送补给物资的关键通道之一。

### 战后
战后巴士拉人口迅速增长。1964年巴士拉大学建立，随后巴士拉又拥有了一所医学院。两伊战争期间，巴士拉距离前线不远，被反复炮击。伊朗曾在1982年、1984年和1987年三次尝试进攻巴士拉，但均未成功。
1991年和1999年，巴士拉分别爆发了反对萨达姆·侯赛因的叛乱，当局镇压导致大量伤亡。这是2003年萨达姆被审判并处决时法院认定的罪行之一。
2003年四月伊拉克战争期间，巴士拉被英军占领，随后英国在巴士拉实行军事管制至2007年。在2008年，伊拉克在巴士拉附近再度进行了一次大规模军事行动，旨在驱逐迈赫迪军等武装组织。2012年，巴士拉发生了一起针对什叶派朝圣者的自杀性炸弹袭击，造成53人死亡。

## 地理

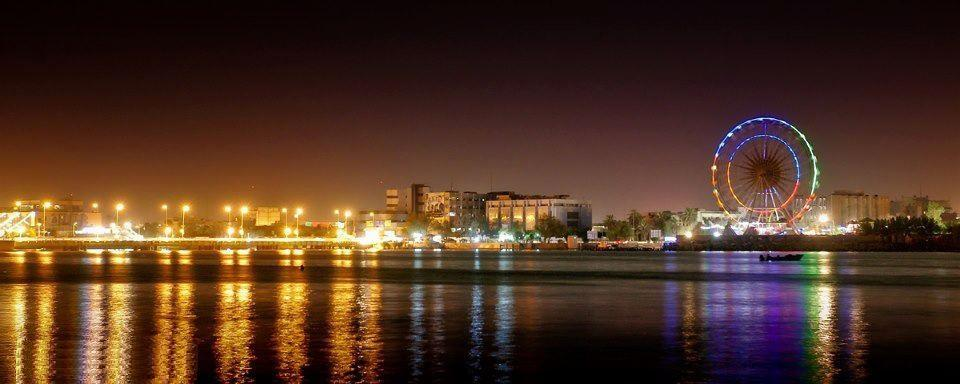
巴士拉夜景

巴士拉位于阿拉伯河畔，距波斯湾110公里，距伊朗城市阿巴丹仅有约40公里，市区位于两条水道之间。城市附近的河流、运河十分密集，对农业灌溉十分重要。附近的许多运河过去可以通航，但近二十年来水量减少，运河航运变得十分困难。
巴士拉的气候是热带沙漠气候（柯本气候分类法：BWh），但由于位置靠近海岸，其降水比内陆城市更加充足。巴士拉是地球上最热的城市之一，在七、八月份，气温常常可以达到50 °C（122 °F）。在冬季，最高气温通常为20 °C（68 °F），最低气温有时可低于0 °C（32 °F）。巴士拉接近波斯湾的沼泽地，因此空气湿度常常可以超过90%。2016年7月22日，巴士拉记录到了历史最高气温53.9 °C（129.0 °F），当日最低气温也达到了38.8 °C（101.8 °F）。
| 巴士拉                                            | 巴士拉      | 巴士拉      | 巴士拉      | 巴士拉      | 巴士拉      | 巴士拉       | 巴士拉       | 巴士拉       | 巴士拉       | 巴士拉      | 巴士拉      | 巴士拉      | 巴士拉      |
| 月份                                              | 1月         | 2月         | 3月         | 4月         | 5月         | 6月          | 7月          | 8月          | 9月          | 10月        | 11月        | 12月        | 全年        |
| ------------------------------------------------- | ----------- | ----------- | ----------- | ----------- | ----------- | ------------ | ------------ | ------------ | ------------ | ----------- | ----------- | ----------- | ----------- |
| 历史最高温 °C（°F）                               | 34 (93)     | 29 (84)     | 39 (102)    | 42 (108)    | 48 (118)    | 51 (124)     | 54 (129)     | 51 (124)     | 49 (120)     | 43 (109)    | 37 (99)     | 30 (86)     | 54 (129)    |
| 平均高温 °C（°F）                                 | 17.7 (63.9) | 20.0 (68.0) | 24.5 (76.1) | 30.6 (87.1) | 36.8 (98.2) | 39.7 (103.5) | 41.3 (106.3) | 41.8 (107.2) | 39.9 (103.8) | 34.9 (94.8) | 27.1 (80.8) | 20.3 (68.5) | 31.2 (88.2) |
| 日均气温 °C（°F）                                 | 12.2 (54.0) | 14.2 (57.6) | 18.3 (64.9) | 23.9 (75.0) | 30.2 (86.4) | 32.9 (91.2)  | 34.3 (93.7)  | 33.9 (93.0)  | 31.2 (88.2)  | 26.4 (79.5) | 20.4 (68.7) | 14.5 (58.1) | 24.4 (75.9) |
| 平均低温 °C（°F）                                 | 6.8 (44.2)  | 8.4 (47.1)  | 12.2 (54.0) | 17.2 (63.0) | 23.6 (74.5) | 26.2 (79.2)  | 27.4 (81.3)  | 26.1 (79.0)  | 22.6 (72.7)  | 18.0 (64.4) | 13.7 (56.7) | 8.7 (47.7)  | 17.6 (63.7) |
| 历史最低温 °C（°F）                               | −1 (30)     | −5 (23)     | 3 (37)      | 8 (46)      | 16 (61)     | 16 (61)      | 18 (64)      | 21 (70)      | 9 (48)       | 12 (54)     | 3 (37)      | −6 (21)     | −6 (21)     |
| 平均降水量 mm（）                                 | 31 (1.2)    | 21 (0.8)    | 19 (0.7)    | 17 (0.7)    | 5 (0.2)     | 0 (0)        | 0 (0)        | 0 (0)        | 0 (0)        | 3 (0.1)     | 23 (0.9)    | 33 (1.3)    | 152 (5.9)   |
| 平均降雨天数                                      | 6           | 5           | 5           | 4           | 2           | 0            | 0            | 0            | 0            | 1           | 4           | 5           | 32          |
| 日均日照時數                                      | 6           | 7           | 7           | 8           | 9           | 11           | 11           | 10           | 10           | 9           | 7           | 6           | 8           |
| 来源1：Climate-Data.org                           |             |             |             |             |             |              |              |              |              |             |             |             |             |
| 来源2：Weather2Travel for rainy days and sunshine |             |             |             |             |             |              |              |              |              |             |             |             |             |

## 人口
据2014年官方统计，全省人口约2,615,000人，而巴士拉市則有約1,193,000人。巴士拉居民绝大多数为阿拉伯人，也有少量非裔和南亚裔居民。在2006年，巴士拉的穆斯林构成为95%什叶派，5%逊尼派。在1911年奥斯曼帝国的统计数据中就记录到巴士拉有东方亚述教会和加色丁礼天主教会的基督徒。但如今城内的基督徒大量来自伊拉克北部的摩苏尔等地。伊斯兰教创立之前此地的曼德安教派在巴士拉及其周边至今仍有信徒。

## 经济

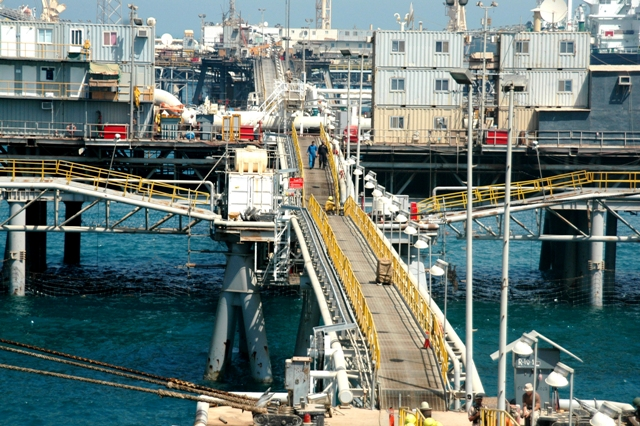
巴士拉石油码头

巴士拉的经济在很大程度上依赖石油。巴士拉省集中了大量石油资源，另外伊拉克出口的石油大部分要经过巴士拉石油码头。巴士拉的工业也以石油化工为核心。伊拉克南方石油公司和国家石化公司的总部都位于巴士拉。
巴士拉附近是富饶的农业区，主要作物为水稻、玉米和大麦，当地的椰枣也十分著名。
伊拉克的六个主要海港全部集中于巴士拉附近。乌姆盖萨尔是主要的深水港，其他五个规模较小，多有专门用途。在过去，巴士拉最重要的产业是渔业，如今则是石油业。

## 友好城市
巴士拉的友好城市包括：
- 巴库[24]
- 美国休士頓[25]